# NGC 3293
NGC 3293 é um aglomerado aberto na direção da constelação de Carina. O objeto foi descoberto pelo astrônomo Nicolas Lacaille em 1751, usando um telescópio refrator com abertura de 0,5 polegadas. Devido a sua moderada magnitude aparente (+4,7), é visível mesmo a olho nu em regiões distantes de cidades. 